# 乐户
乐户是指中国、朝鮮、越南古代从事吹弹歌唱的賤民。古时犯罪的官員或其妻子、子女没入官府，从事吹弹歌唱，供统治阶级取乐，名「隶乐籍」，户称「乐户」。
《魏书》所谓“乐户”，即指乐工、女樂、倡优等歌舞艺人的户籍，乐户与营户、杂户一样，被认为是贱民，凡乐户“皆用赤纸，其卷以铅为轴”，不属郡县，执宫廷声乐之役，世代相袭。乐户中的女子也有官妓，终其身沉沦于女乐、娼妓之途。
明朝时，乐户女和王室通婚普遍，通常只要隐瞒乐籍，朝廷也不深究，但一旦身份暴露，其本人及所生子女仍然遭到打压，有的因此得不到宗室封爵。明武宗曾拒绝周王朱睦㰂给女乐所生的庶弟请封，并一次革除乐户女所生子女七十人的封爵、禄米；后明世宗限制宗室，规定乐户女所生的宗室为“花生”，不得册封，乐户女所生的靖安王朱表柣虽未被追夺王位，其子却因为是乐户女之孙而一度被礼部认为不能受封，靖安国的王位因而险些不得传承。
直至清雍正年間廢除賤籍歸入民籍，樂戶才脫離賤民之列。
女乐一般以表演為主，除了女乐，乐户中也归纳了部分娼妓。即使遇到真正情投意合的對象，若對方為良人、士人，亦因為「良賤不婚」的法規而不能結為夫婦。有些較為幸運的會被士人、良人納為妾，但很多的只能作为情婦和姬侍而得不到任何名份。而有些則嫁給樂工、伶人為妻。
男性樂工在部分朝代受到重視，有機會成為伶官。
乐户自北魏至清代延续了一千多年，直至民初尚有大量的孑遗，且在民國時期立法予以保障。同时这一群体是中国传统音乐文化的主要创造和继承者，乐户在很大程度上代表了古代的音乐和歌舞艺术水平，这与后世是有很大区别的。